# No Code Tour
No Code Tour – siódma trasa koncertowa zespołu Pearl Jam, w jej trakcie odbyły się trzydzieści trzy koncerty. Supportem dla Pearl Jam byli Ben Harper i Fastbacks. Trasa promowała czwarty album studyjny grupy – No Code.

## Program koncertów
| 1. "Alive" 2. "Animal" 3. "Around the Bend" 4. "Better Man" 5. "Black" 6. "Black, Red, Yellow" 7. "Blood" 8. "Corduroy" 9. "Daughter" 10. "Dissident" 11. "Elderly Woman Behind the Counter" 12. "Even Flow" 13. "Footsteps" 14. "Glorifield G" 15. "Go" 16. "Habit" 17. "Hail, Hail" 18. "I Got Id" 19. "Immortality" 20. "In My Tree" 21. "Indifference" 22. "Last Exit" 23. "Long Road" 24. "Lukin" 25. "Mankind" 26. "MFC" (fragment) 27. "Not For You" 28. "Nothingman" 29. "Oceans" 30. "Once" 31. "Porsch" 32. "Present Tense" 33. "Rats" 34. "Rearviewmirror" 35. "Red Mosquito" 36. "Release" 37. "Satan’s Bed" 38. "Smile" 39. "Sometimes" 40. "Spin the Black Circle" 41. "State of Love and Trust" 42. "Tremor Christ" 43. "W.M.A." (fragment) 44. "Wash" 45. "Whipping" 46. "Who You Are" 47. "Yellow Ledbetter" | 1. "Androdygynous Mind" (Sonic Youth) (fragment) 2. "Another Brick in the Wall" (Pink Floyd) (fragment) 3. "Bull in the Heather" (Sonic Youth) (fragment) 4. "Cinnamon Girl" (Neil Young) (fragment) 5. "Cut My Hair" (The Who) (fragment) 6. "Fame" (David Bowie) (fragment) 7. "Happiness Is A Warm Gun" (The Beatles) (fragment) 8. "Heaven" (Talking Heads) (fragment) 9. "Hunger Strike" (Temple of the Dog) (fragment) 10. "I Am A Patriot" (Steven Van Zandt) 11. "I Believe in Miracles" (Ramones) (fragment) 12. "I Can't Explain" (The Who) 13. "I'm One" (The Who) (fragment) 14. "The Kids Are Alright" (The Who) 15. "Leaving Here" (Edward Holland Jr.) 16. "Little Wing" (Jimi Hendrix) (fragment) 17. "My Generation" (The Who) 18. "No More Pain" (Embrace) (fragment) 19. "The Noise of Carbet" (Stereolab) (fragment) 20. "The Real Me" (The Who) (fragment) 21. "Roadhouse Blues" (The Doors) 22. "Rockin’ in the Free World" (Neil Young) 23. "Save it for Later" (The Beat) (fragment) 24. "Song X" (Neil Young) (fragment) 25. "Suck You Dry" (Mudhoney) (fragment) 26. "Young Man Blues" (Mose Allison) (fragment) |

## Lista koncertów
1. 14 września 1996 – Seattle, Waszyngton, USA – The Showbox
2. 16 września 1996 – Seattle, Waszyngton, USA – KeyArena
3. 21 września 1996 – Toronto, Kanada – Maple Leaf Gardens
4. 22 września 1996 – Toledo, Ohio, USA – John F. Savage Hall
5. 24 września 1996 – Columbia, Maryland, USA – Merriweather Post Pavillion
6. 26 września 1996 – Augusta, Maine, USA – Civic Center
7. 28 września 1996 – Nowy Jork, Nowy Jork, USA – Downing Stadium
8. 29 września 1996 – Nowy Jork, Nowy Jork, USA – Downing Stadium
9. 1 października 1996 – Buffalo, Nowy Jork, USA – First Niagara Center
10. 2 października 1996 – Hartford, Connecticut, USA – Meadows Music Center
11. 4 października 1996 – Charlotte, Karolina Północna, USA – American Legion Memorial Stadium
12. 5 października 1996 – Charleston, Karolina Południowa, USA – North Charleston Coliseum
13. 7 października 1996 – Fort Lauderdale, Floryda, USA – Fort Lauerdale Stadium
14. 19 października 1996 – Mountain View, Kalifornia, USA – Bridge School Benefit w Shoreline Amphitheatre
15. 20 października 1996 – Mountain View, Kalifornia, USA – Bridge School Benefit w Shoreline Amphitheatre
16. 24 października 1996 – Cork, Irlandia – Millstreet Arena
17. 26 października 1996 – Dublin, Irlandia – The Point
18. 28 października 1996 – Londyn, Anglia – Wembley Arena
19. 29 października 1996 – Londyn, Anglia – Wembley Arena
20. 1 listopada 1996 – Warszawa, Polska – Torwar
21. 3 listopada 1996 – Berlin, Niemcy – Deutschlandhalle
22. 4 listopada 1996 – Hamburg, Niemcy – Sportshalle
23. 6 listopada 1996 – Amsterdam, Holandia – RAI Parkhal
24. 7 listopada 1996 – Paryż, Francja – Le Zénith
25. 9 listopada 1996 – Zurych, Szwajcaria – Hallenstadion
26. 12 listopada 1996 – Rzym, Włochy – PalaEur
27. 13 listopada 1996 – Mediolan, Włochy – Forum
28. 15 listopada 1996 – Praga, Czechy – Tesla Arena
29. 17 listopada 1996 – Budapeszt, Węgry – Sports Hall
30. 19 listopada 1996 – Stambuł, Turcja – World Trade Center
31. 21 listopada 1996 – San Sebastián, Hiszpania – Anoeta Velodrome
32. 24 listopada 1996 – Cascais, Portugalia – Dramatico
33. 25 listopada 1996 – Cascais, Portugalia - Dramatico